# Okręg wyborczy nr 47 do Senatu Rzeczypospolitej Polskiej
Okręg wyborczy nr 47 do Senatu Rzeczypospolitej Polskiej obejmuje obszar powiatów garwolińskiego, mińskiego i węgrowskiego (województwo mazowieckie). Wybierany jest w nim 1 senator na zasadzie większości względnej.
Utworzony został w 2011 na podstawie Kodeksu wyborczego. Po raz pierwszy zorganizowano w nim wybory 9 października 2011. Wcześniej obszar okręgu nr 47 należał do okręgu nr 17.
Siedzibą okręgowej komisji wyborczej są Siedlce.

## Reprezentanci okręgu
| Rok  | Rok           | Senator       | Komitet wyborczy       |
| ---- | ------------- | ------------- | ---------------------- |
|      | 2011          | Henryk Górski | Prawo i Sprawiedliwość |
| 2014 | Maria Koc     |               | Prawo i Sprawiedliwość |
| 2015 | Maria Koc     |               | Prawo i Sprawiedliwość |
| 2019 | Maria Koc     |               | Prawo i Sprawiedliwość |
| 2023 | Maciej Górski |               | Prawo i Sprawiedliwość |

## Wyniki wyborów
Symbolem „●” oznaczono senatorów ubiegających się o reelekcję.

### Wybory parlamentarne 2011
| Kandydat                                                                                      | Kandydat          | Komitet wyborczy                           | Głosów | Głosów | Głosów |
| Kandydat                                                                                      | Kandydat          | Komitet wyborczy                           | Liczba | %      | +/–    |
| --------------------------------------------------------------------------------------------- | ----------------- | ------------------------------------------ | ------ | ------ | ------ |
|                                                                                               | Henryk Górski ●   | Prawo i Sprawiedliwość                     | 46 999 | 38,83  | –      |
|                                                                                               | Andrzej Kuć       | Platforma Obywatelska RP                   | 31 171 | 25,75  | –      |
|                                                                                               | Ryszard Smolarek  | Polskie Stronnictwo Ludowe                 | 30 673 | 25,34  | –      |
|                                                                                               | Zbigniew Grzesiak | KWW Unia Prezydentów – Obywatele do Senatu | 12 209 | 10,09  | –      |
| Frekwencja: 49,09% Liczba głosów ważnych: 121 052 (96,59%) Źródło: Państwowa Komisja Wyborcza |                   |                                            |        |        |        |

● Henryk Górski reprezentował w Senacie VII kadencji (2007–2011) okręg nr 17.

### Wybory uzupełniające 2014
Głosowanie odbyło się z powodu śmierci Henryka Górskiego.
| Kandydat                                                                                    | Kandydat            | Komitet wyborczy                    | Głosów | Głosów | Głosów |
| Kandydat                                                                                    | Kandydat            | Komitet wyborczy                    | Liczba | %      | +/–    |
| ------------------------------------------------------------------------------------------- | ------------------- | ----------------------------------- | ------ | ------ | ------ |
|                                                                                             | Maria Koc           | Prawo i Sprawiedliwość              | 9832   | 58,35  | +19,53 |
|                                                                                             | Dariusz Jaszczuk    | Platforma Obywatelska RP            | 4855   | 28,81  | +3,06  |
|                                                                                             | Krzysztof Bosak     | KWW Ruch Narodowy                   | 1082   | 6,42   | –      |
|                                                                                             | Zbigniew Stąsiek    | Sojusz Lewicy Demokratycznej        | 666    | 3,95   | –      |
|                                                                                             | Zdzisław Litwińczuk | Partia Demokratyczna – demokraci.pl | 226    | 1,34   | –      |
|                                                                                             | Andrzej Gorayski    | Demokracja Bezpośrednia             | 188    | 1,12   | –      |
| Frekwencja: 6,62% Liczba głosów ważnych: 16 849 (98,71%) Źródło: Państwowa Komisja Wyborcza |                     |                                     |        |        |        |

### Wybory parlamentarne 2015
| Kandydat                                                                                      | Kandydat          | Komitet wyborczy                             | Głosów | Głosów | Głosów |
| Kandydat                                                                                      | Kandydat          | Komitet wyborczy                             | Liczba | %      | +/–    |
| --------------------------------------------------------------------------------------------- | ----------------- | -------------------------------------------- | ------ | ------ | ------ |
|                                                                                               | Maria Koc ●       | Prawo i Sprawiedliwość                       | 70 214 | 53,19  | +14,36 |
|                                                                                               | Tadeusz Ross      | Platforma Obywatelska RP                     | 22 203 | 16,82  | –8,93  |
|                                                                                               | Marek Chciałowski | Polskie Stronnictwo Ludowe                   | 20 298 | 15,38  | –9,96  |
|                                                                                               | Maciej Prandota   | KKW Zjednoczona Lewica SLD+TR+PPS+UP+Zieloni | 10 392 | 7,87   | –      |
|                                                                                               | Sławomir Izdebski | KWW Ruch Społeczny Rzeczypospolitej Polskiej | 8898   | 6,74   | –      |
| Frekwencja: 52,92% Liczba głosów ważnych: 132 008 (96,82%) Źródło: Państwowa Komisja Wyborcza |                   |                                              |        |        |        |

### Wybory parlamentarne 2019
| Kandydat                                                                                      | Kandydat             | Komitet wyborczy                            | Głosów | Głosów | Głosów |
| Kandydat                                                                                      | Kandydat             | Komitet wyborczy                            | Liczba | %      | +/–    |
| --------------------------------------------------------------------------------------------- | -------------------- | ------------------------------------------- | ------ | ------ | ------ |
|                                                                                               | Maria Koc ●          | Prawo i Sprawiedliwość                      | 99 549 | 62,00  | +8,81  |
|                                                                                               | Mirosław Krusiewicz  | KKW Koalicja Obywatelska PO .N iPL Zieloni  | 47 414 | 29,53  | +12,71 |
|                                                                                               | Leszek Szymański     | KWW Lista Mirosława Piotrowskiego do Senatu | 6809   | 4,24   | –      |
|                                                                                               | Krzysztof Prokopczyk | Jedność Narodu                              | 6794   | 4,23   | –      |
| Frekwencja: 63,79% Liczba głosów ważnych: 160 566 (98,32%) Źródło: Państwowa Komisja Wyborcza |                      |                                             |        |        |        |

### Wybory parlamentarne 2023
| Kandydat                                                                                      | Kandydat          | Komitet wyborczy         | Głosów | Głosów | Głosów |
| Kandydat                                                                                      | Kandydat          | Komitet wyborczy         | Liczba | %      | +/–    |
| --------------------------------------------------------------------------------------------- | ----------------- | ------------------------ | ------ | ------ | ------ |
|                                                                                               | Maciej Górski     | Prawo i Sprawiedliwość   | 96 148 | 51,11  | –10,89 |
|                                                                                               | Zbigniew Widelski | Bezpartyjni Samorządowcy | 91 985 | 48,89  | –      |
| Frekwencja: 77,55% Liczba głosów ważnych: 188 133 (93,71%) Źródło: Państwowa Komisja Wyborcza |                   |                          |        |        |        |